# HD 6434
Nenque eller HD 5388 är en ensam stjärna belägen i den norra delen av stjärnbilden Fenix. Den har en skenbar magnitud av ca 7,71 och kräver åtminstone en stark handkikare för att kunna observeras. Baserat på parallax enligt Gaia Data Release 2 på ca 23,6 mas, beräknas den befinna sig på ett avstånd på ca 138 ljusår (ca 42 parsek) från solen. Den rör sig bort från solen med en heliocentrisk radialhastighet på ca 23 km/s.

## Nomenklatur
HD 6434 gavs namnet Nenque av Ecuador i NameExoWorlds-kampanjen under 100-årsjubileet för IAU. Nenque betyder solen på waoranistammarnas ursprungliga språk.

## Egenskaper
Primärstjärnan HD 6434 är en gul till vit stjärna i huvudserien av spektralklass G2/G3 V. Den har en massa som är ca 0,9 solmassor, en radie som är ungefär lika med en solradie och har ca 1,2 gånger solens utstrålning vid en effektiv temperatur av ca 5 900 K. Den är av den äldre stjärnorna i population II och en av de mest metallfattiga som är kända för att vara värd för en planet.

## Planetsystem
År 2000 upptäcktes en exoplanet, betecknad HD 6434 b, i en snäv bana runt stjärnan. Den peer-granskade vetenskapliga artikeln publicerades fyra år senare. Planeten har en massa som är >0,44 ± 0,01 Jupitermassor och en omloppsperiod av 22,0170 ± 0,0008 dygn.